# Фольксгренадери
Фольксгренадери (нім. Volksgrenadier — від нім. Volk народ, нім. Grenadier — гренадер) — піхотні дивізії народного ополчення, що входила до складу сухопутних військ Третього Рейху на завершальному етапі Другої світової війни.

## Зміст
Перші формування фольксгренадерів почали створюватися восени 1944 року після колосальних втрат у живій силі та техніки групи армій «Центр» від радянських військ в операції «Багратіон» і угруповань головнокомандування Вермахту «Захід» у протистоянні із союзниками в Нормандії. Сама назва мала за мету відновити моральний дух німецької нації, одразу ж апелюючи до націоналізму (Фольк) та прихильністю до давніших військових традицій Німеччини (Гренадер). Під час війни нацистська Німеччина сформувала 78 фольксгренадерських дивізій, як правило на основі розгромлених на Східному та Західному фронтах регулярних піхотних дивізій вермахту. Дивізії фольксгренадерів являли собою регулярні військові формування, озброєнні відповідною зброєю, озброєнням та технікою і спорядженням, на відміну від непов'язаного з ними ополчення фольксштурма.
Надзвичайна стратегічна ситуація та супутній брак живої сили, що виник унаслідок втрат у середині 1944 року, гостро поставили питання щодо створення піхотних дивізій, що матимуть меншу чисельність особового складу і відповідно озброюватися та оснащуватися для виконання в основному оборонних, а ні наступальних завдань при веденні бойових дій. Фольксгренадерські дивізії мали задовільнити цю потребу, тому мали у своєму штаті лише шість лінійних піхотних батальйонів замість звичайних дев'яти для піхотних дивізій. Підрозділи фольксгренадерів також отримували на озброєння значно більше кулеметів, штурмових гвинтівок та інших зразків швидкострільної автоматичної зброї, тобто більше покладалися на вогневу міць для ведення бою на коротких відстанях, ніж регулярні піхотні підрозділи німецької армії. Автоматична зброя, як-то новий Sturmgewehr 44, та протитанкова зброя, як ручний протитанковий гранатомет «Панцерфауст», також використовувались підрозділами фольксгренадерів. Одному батальйону в кожному гренадерському полку та двом ротам інженерного батальйону виділялися велосипеди для здійснення переміщень замість автотранспорту, якого хронічно не вистачало вермахту наприкінці війни.
Осередками та стержнем цих підрозділів, що почали створюватися, стали незначні кадри загартованих ветеранів-солдатів, сержантів і офіцерів, які мали величезний досвід ведення бойових дій, а потім комплектування продовжувалося за рахунок резервістів та «безробітного» персоналу Крігсмаріне і Люфтваффе, що скорочувалися, поранених солдатів з розбитих формувань, які поверталися на службу з госпіталів, літніх чоловіків, яких вважали б занадто старими або непридатними для регулярної армії, й підлітків.
Артилерія фольксгренадерських дивізії також, економлячи на особовому складі, мала скорочені штати. Артилерійські підрозділи організовувалися переважно у 6-гарматні батареї (замість чотирьох гармат), щоб заощадити на кількості кваліфікованих спеціалістів-артилеристів, необхідних у кожному дивізіоні, що призвело до зменшення кількості батарей, але, як правило, однакової кількості гармат і навіть більше.